# 4. sončev cikel
4. sončev cikel je bil četrti sončev cikel od leta 1755, ko se je začelo intenzivno obdobje sončeve aktivnosti in s tem veliko število sončevih peg. Sončev cikel je trajal 13,6 let, z začekom septembra 1784 in koncem aprila 1798 (in se je torej prekrival z Daltonovim minimumom). Maksimalno zglajeno število sončevih peg med tem ciklom (po formuli SIDC) je bilo 235,3 (februarja 1788) in med začetnim minimumom je bilo 15,9.
Pojavljajo se tudi govorice, da je bil 4. cikel, najdaljši od leta 1755, pravzaprav sestavljen iz dveh ciklov, sodeč po izgledu novih sončevih peg na visokih sončevih širinah v letih 1793-1796 in rekonstrukciji diagrama sončevih peg za cikla 3 in 4, četudi razporeditve sončevih peg kažejo na en vrh.